# Alan Helffrich
Alan Boone Helffrich  (ur. 7 sierpnia 1900 w Nowym Jorku, zm. 3 lutego 1994 w Dunedin na Florydzie) – amerykański lekkoatleta (średniodystansowiec), mistrz olimpijski z 1924.
Specjalizował się w biegu na 800 metrów, chociaż swój największy sukces osiągnął w innej konkurencji. Zakwalifikował się do reprezentacji Stanów Zjednoczonych na igrzyska olimpijskie w 1924 w Paryżu tylko w sztafecie 4 × 400 metrów, która zdobyła na igrzyskach złoty medal, biegnąc w składzie: Commodore Cochran, William Stevenson, Oliver MacDonald i Helffrich na ostatniej zmianie. Ustanowiła wówczas rekord świata czasem 3:16,0.
W maju 1925 w Nowym Jorku Helffrich pokonał Paavo Nurmiego w biegu na pół mili. Była to jedyna porażka Fina podczas tournée amerykańskiego (i pierwsza przegrana od pięciu lat).
Helffrich był mistrzem Stanów Zjednoczonych (AAU) w biegu na 880 jardów w 1921, 1922 i 1925 oraz wicemistrzem w 1923. Był także akademickim mistrzem USA (NCAA) na tym dystansie w 1922 i 1923 oraz akademickim mistrzem USA (IC4A) na 880 jardów w 1923 i na 440 jardów w 1924.
W 1923 ustanowił rekord życiowy na dystansie 400 m wynikiem 48,3 s.